# 양산 통도사 관음전
양산 통도사 관음전(梁山 痛度寺 觀音殿)은 대한민국 경상남도 양산시 하북면, 통도사에 있는 사찰건물이다. 
1985년 11월 14일 경상남도의 유형문화재 제251호 통도사 관음전으로 지정되었다가, 2018년 12월 20일 현재의 명칭으로 변경되었다.

## 현지 안내문
통도사는 선덕여왕 15년(646)에 자장율사가 지은 절로 우리나라 3대 사찰 중 하나이다.
관음전은 통도사의 중로전에 있는 3개의 법당 중 하나로 가장 앞쪽에서 남향하고 있으며 그 뒤로 용화전과 대적광전이 있다. 조선 영조 원년(1749) 용암대사가 지었고 그 뒤 여러 번 보수를 해서 오늘에 이르고 있다.
앞면 3칸·옆면 3칸의 규모로 지붕은 옆모습이 여덟 팔(八)자 모양인 팔작지붕이다. 지붕 처마를 받치기 위한 공포는 기둥과 기둥 사이에도 있는 다포양식이다.
내부는 관세음보살상을 모셨으며 벽에는 석가모니의 일생을 그린 벽화가 있다. 또한 따로 기둥을 세우지 않아 공간을 넓게 꾸몄다.
전체적으로 조선 후기의 건축양식을 잘 갖추고 있는 문화재이다.

## 참고 문헌
- 이 문서에는 다음커뮤니케이션(현 카카오)에서 GFDL 또는 CC-SA 라이선스로 배포한 글로벌 세계대백과사전의 "《통도사 관음전》" 항목을 기초로 작성된 글이 포함되어 있습니다.

## 같이 보기
- 통도사 - 경상남도 기념물 제289호
- 양산 통도사 천왕문 - 경상남도 유형문화재 제250호
- 양산 통도사 불이문 - 경상남도 유형문화재 제252호

## 참고 자료
- 양산 통도사 관음전 - 국가유산청 국가유산포털